# Jean-Yves Prigent
Pour les articles homonymes, voir Prigent.
Jean-Yves Prigent, né le 16 mai 1954 à Rennes, est un kayakiste français.

## Carrière
Jean-Yves Prigent est médaillé d'or aux Championnats du monde de slalom 1977 à Spittal en K1 par équipes. Aux Championnats du monde de slalom 1981 à Bala, il remporte le bronze individuel en K1 ainsi qu'en bronze par équipes. Il décroche également la médaille d’argent à la coupe d’Europe (1980).

### Famille
Il est l'époux de la kayakiste Marie-Françoise Prigent (surnom Papia) et le père de Julie Prigent et des kayakistes Yves Prigent et Camille Prigent.

## Affaires judiciaires

### Première affaire: condamnation en juillet 2024
En mars 2024, la famille d'un jeune kayakiste dépose une plainte à son encontre pour des faits d'agression sexuelle qui auraient eu lieu pendant une compétition de kayak à Châteauneuf-sur-Cher sur leur fils de 16 ans. Une deuxième victime, du même âge, aurait également été agressée la nuit suivante. Jean-Yves Prigent reconnaît les faits qui lui sont reprochés, et est placé sous contrôle judiciaire en attente de son procès. Il lui est interdit d'exercer une profession au contact des mineurs, d'entrer en contact avec les victimes, et de paraître aux clubs de kayak de Rennes et Cesson-Sévigné,. Il est condamné en juillet à quatre ans de prison, dont un an avec bracelet électronique et trois ans avec sursis probatoire, pour ces deux agressions sexuelles.

### Deuxième affaire: mis en examen et écroué en novembre 2024
En novembre 2024, il est mis en examen et écroué pour des viols, agressions et harcèlement sexuel sur des mineurs. Cela concerne sur un jeune homme « des faits d’agression sexuelle datant d’une période comprise entre 2005 et 2008 », pour une jeune femme des propos répétés « à connotation sexuelle à son encontre» et enfin pour l’une des deux victimes de la première affaire, des faits de viol en 2023 et 2024.